# Jean Bondu
Pour les articles homonymes, voir Bondu.
Jean Bondu, né le 17 juillet 1966 aux Essarts (Vendée), originaire de Chavagnes-en-Paillers (Vendée), est un prélat catholique français, évêque auxiliaire de Rennes depuis le 30 novembre 2022.

## Biographie
Jean Bondu né le 17 juillet 1966 aux Essarts en Vendée.

### Ministères
Il est ordonné prêtre pour le diocèse de Luçon par François Garnier le 14 juin 1992, après des études aux séminaires d’Angers et de Nantes, ainsi qu’à l’Institut catholique de Paris.
Il est tout d'abord nommé vicaire aux Sables-d'Olonne, auprès de jeunes, de 1992 à 1999.
En 1999 et 2000, il étudie deux ans à l'Institut supérieur de pastorale catéchétique (ISPC) à Paris,. Dans le même temps, il rend des services pastoraux à la paroisse de St Jacques du Haut Pas, dont le curé est le père Jean-Noël Bezançon. Au retour du père Jean Bondu en Vendée, il est nommé responsable du service diocésain de la catéchèse, jusqu'en 2009 ; en 2005, il devient également vicaire épiscopal pour la pastorale des jeunes jusqu'en 2009. En 2009, il est nommé vicaire épiscopal de la zone centrale du diocèse de Luçon et en 2011, vicaire général du diocèse.
Au cours de son ministère, il a aussi été délégué diocésain à l’Apostolat des Laïcs, aumônier diocésain de l’Action catholique des milieux indépendants et de l’enseignement catholique et prêtre accompagnateur du service diocésain de la pastorale familiale.
En 2017, il est nommé administrateur diocésain  après le départ d'Alain Castet et avant la nomination de François Jacolin. En 2018, il redevient vicaire général.
En 2019, il est nommé curé de la paroisse Saint-Charles de Foucauld de Challans, doyen de Challans et vicaire épiscopal du diocèse,.

### Évêque
À la suite de la renonciation d'Ivan Brient le 16 novembre 2022, le pape François le nomme évêque auxiliaire de l'archidiocèse de Rennes le 30 novembre 2022 et reçoit le titre d'évêque titulaire de Vaison. Son ordination épiscopale et son installation ont lieu le 22 janvier 2023 à la cathédrale Saint-Pierre à Rennes. Elle est célébrée par Pierre d'Ornellas, archevêque métropolitain de Rennes, les évêques co-consécrateurs étant François Jacolin, évêque de Luçon et Alain Guellec, évêque de Montauban. Est aussi présent Celestino Migliore, nonce apostolique en France.